# Teatre d'operacions d'Àfrica oriental (Primera Guerra Mundial)
|  | Aquest article tracta sobre la campanya de la Primera Guerra Mundial. Si cerqueu la campanya de la Segona Guerra Mundial, vegeu «Campanya de l'Àfrica Oriental». |

El Teratre a Africa
La Campanya d'Àfrica Oriental va ser una sèrie de batalles i accions de la guerrilla durant la Primera Guerra Mundial, que es van iniciar a l'Àfrica Oriental Alemanya i que es van estendre a parts de Moçambic, Rhodèsia del Nord, Àfrica Oriental Britànica, Uganda i el Congo Belga. La campanya va finalitzar el 23 de novembre de 1918 amb la rendició de les tropes alemanyes.
Els alemanys van entrar per l'Àfrica Oriental Portuguesa i va continuar la campanya sobrevivint dels subministraments agafats als portuguesos. L'estratègia de les forces colonials alemanyes, al comandament del tinent coronel (més tard general major) Paul Emil von Lettow-Vorbeck, era desviar les forces del front occidental europeu. La seva estratègia va aconseguir resultats mixtos només després de 1916, quan va dirigir les seves tropes fora de l'Àfrica Oriental i les forces aliades van quedar compostes gairebé íntegrament de Sud-africans, indis i altres tropes colonials.
Les tropes sud-africanes negres no van ser considerades pels europeus per al servei militar per una qüestió política, mentre que totes les unitats índies van ser retirades del front occidental d'Àfrica abans la fi de l'any 1915; la campanya a l'Àfrica va consumir una quantitat considerable de diners i material de guerra que podien haver anat a altres fronts.
Els alemanys van lluitar durant tota la Primera Guerra Mundial, fins que van rebre el missatge de l'armistici el 14 de novembre de 1918 a les 07.30 h. Ambdues parts van esperar la confirmació i els alemanys es van rendir formalment el 25 de novembre.
L'Àfrica Oriental Alemanya es va dividir en dues parts per Mandat de la Lliga de les Nacions: el territori de Tanganyika va passar a mans del Regne Unit i Ruanda-Urundi a Bèlgica, mentre que el triangle de Kionga va esdevenir un mandat de Portugal.

## Antecedents
L'Àfrica Oriental Alemanya (Deutsch-Ostafrika) va ser colonitzada pels alemanys en 1885. Aquest territori tenia una extensió de 995,02 km² i cobria les àrees de les actuals Ruanda, Burundi i Tanzània. La població indígena de la colònia era d'uns 7.500.000 i estava governada per només 5.300 europeus. Tot i que el règim colonial era relativament segur, la colònia havia estat recentment sacsejada per la rebel·lió Maji Maji (1904-1905) i els seus efectes encara es deixaven sentir en 1914.

L'administració colonial alemanya disposava d'una schutztruppe (força de protecció) formada per 260 militars europeus i 2.470 africans, a més dels 2.700 colons blancs que formaven part de la força de reserva landsturm, semblant a una petita gendarmeria paramilitar.

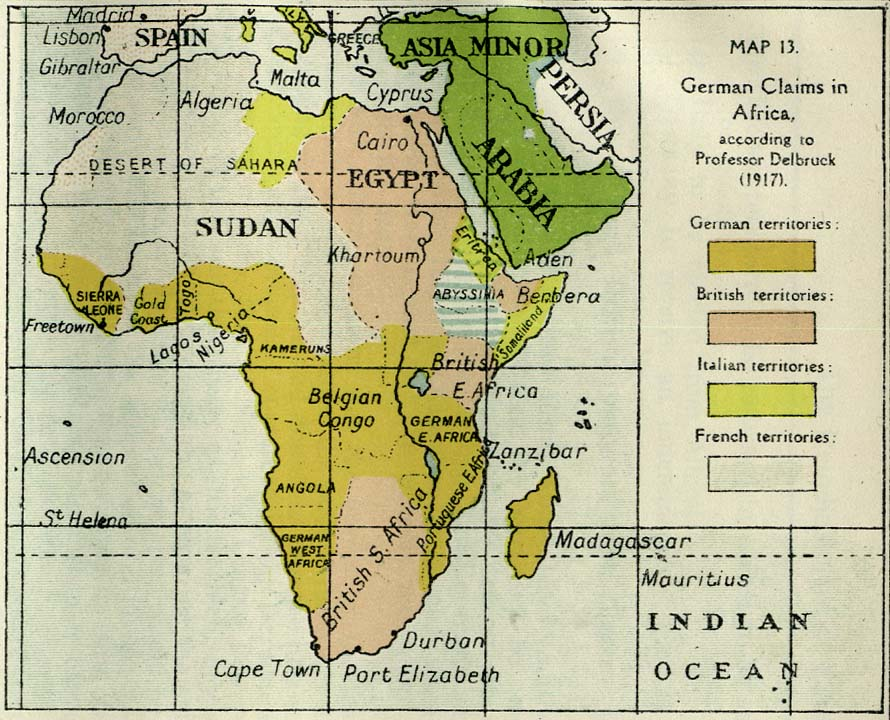
Mapa amb la proposta de Mittelafrika, amb el territori alemany en groc

L'esclat de la Primera Guerra Mundial en Europa va conduir a la creixent popularitat de l'expansió colonial alemanya i la creació d'un Deutsch-Mittelafrika («Àfrica central alemanya»), que seria paral·lel al ressorgiment de l'Imperi Alemany a Europa. La formación del Mittelafrika involucrava l'annexió de territoris, sobretot ocupats pel Congo Belga, per tal de vincular les colònies alemanyes existents a l'est (Àfrica Oriental Alemanya), sud-oest (Àfrica Sud-occidental Alemanya) i oest d'Àfrica (Togolàndia i Kamerun). El territori dominaria el centre d'Àfrica i faria d'Alemanya la més poderosa potència colonial al continent africà.
No obstant això, l'exèrcit alemany colonial en Àfrica era feble, mal equipat i molt dispers. Encara que amb millor capacitat i amb més experiència que els seus enemics, molts dels soldats alemanys eren dependents d'armes com el rifle Mauser model 1871, que feia servir l'obsoleta pólvora negra. Però al mateix temps, els militars de les potències aliades també es van trobar amb problemes semblants de mal equipament i nombre baix; la majoria dels exèrcits colonials estaven destinats a servir com a policies paramilitars locals per a reprimir la resistència al domini colonial i no estaven ni equipats ni estructurats per a lluitar en una guerra.

### Objectius

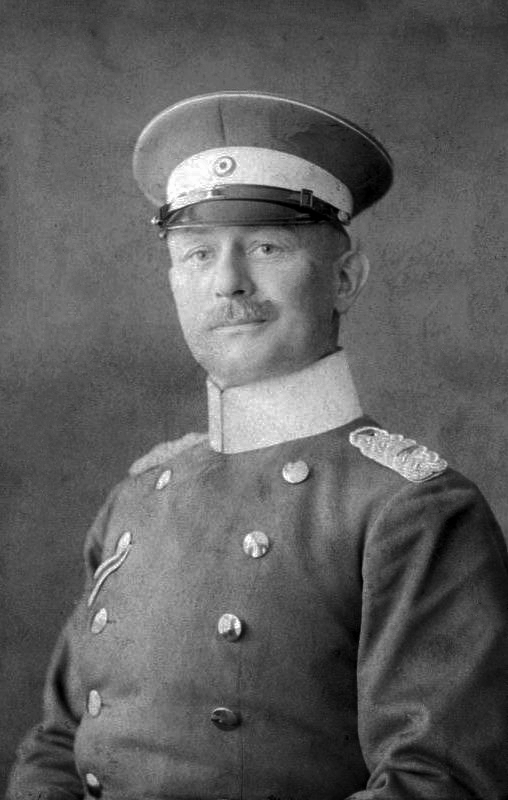
Paul Emil von Lettow-Vorbeck, 1913

Malgrat que la major concentració de tropes alemanyes al continent estava l'est d'Àfrica, van ser numèricament incapaços de lluitar en una guerra agressiva. L'objectiu principal de les forces alemanyes a l'est d'Àfrica, comandades per Paul Emil von Lettow-Vorbeck, era obligar els governs aliats de mantenir a les forces militars i subministraments en Àfrica en lloc d'enviar-los a combatre a Europa. Al posar en perill l'important Uganda Railway (ferrocarril d'Uganda), Lettow-Vorbeck esperava obligar les tropes britàniques a envair l'Àfrica Oriental, on podria lluitar amb una acció defensiva. En 1912, el govern alemany havia creat una estratègia de defensa per l'Àfrica oriental en què els militars es retirarien de la costa cap a l'interior del país per a lluitar en una campanya de guerrilles.
Per als belgues, la presència alemanya a l'est d'Àfrica era una amenaça per a la seguretat del Congo, però alguns oficials belgues van veure els combats a l'est d'Àfrica com una oportunitat per a expandir el territori belga. El ministre colonial, Jules Renkin, va afavorir una política de comerç amb el territori adquirit pels portuguesos a l'est d'Àfrica, per a poder-se expandir-se per la costa occidental del Congo i establir un assentament en la postguerra. A més, el govern de Broqueville en l'exili va veure una campanya a l'Àfrica com una venjança per la invasió alemanya de Bèlgica.

## La campanya

### Operacions militar, 1914–1915

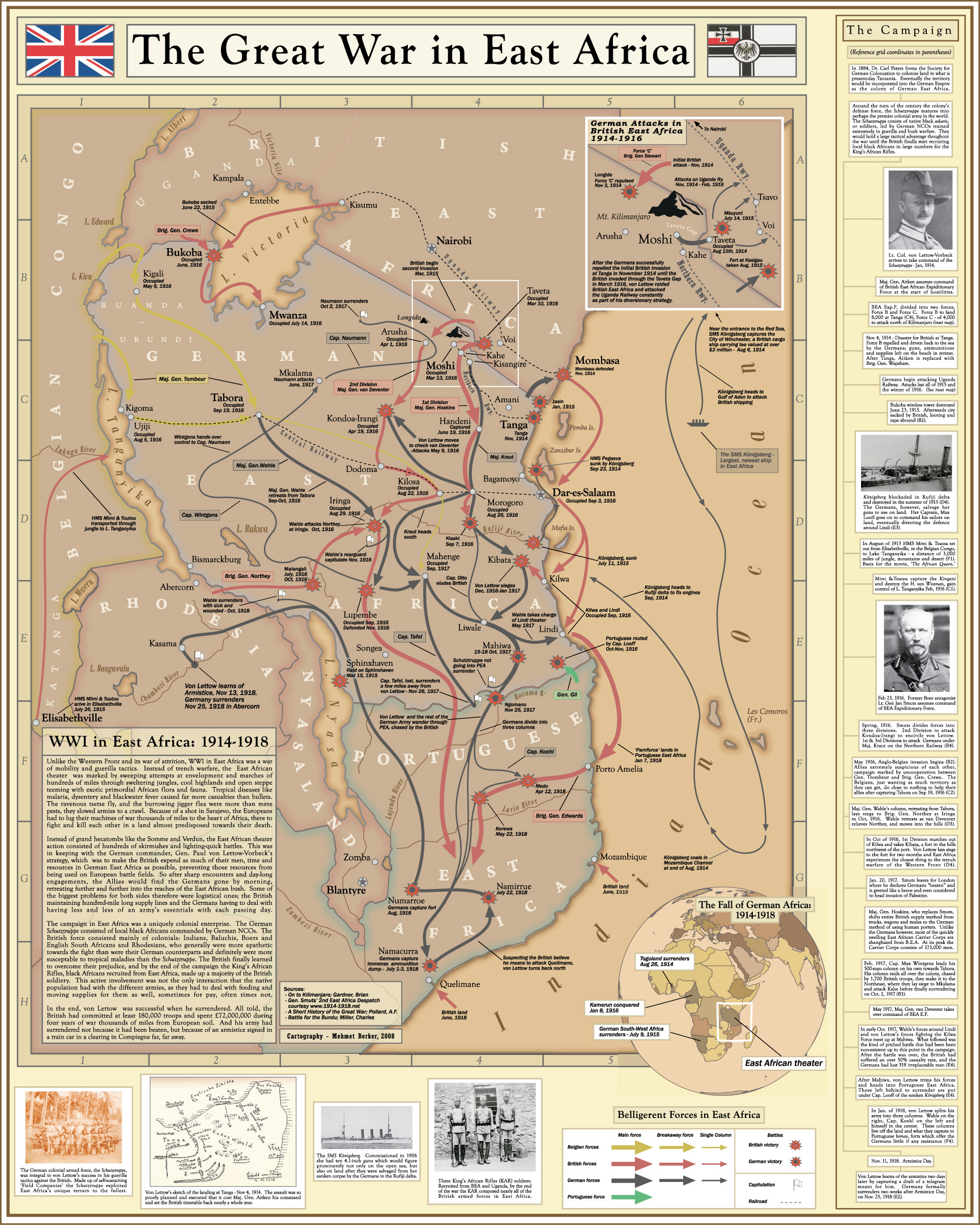
Mapa de la Campanya d'Àfrica Oriental durant la Primera Guerra Mundial

A l'Àfrica oriental, el tractat de Berlín de 1885 va ser trencat per primera vegada pels britànics. El 5 d'agost de 1914, tropes del protectorat d'Uganda van atacar els llocs d'avançada dels rius alemanys prop del llac Victòria. El 8 d'agost va començar un atac naval directe quan els vaixells de guerra de la Royal Navy, HMS Astraea i HMS Pegasus, van bombardejar Dar es Salaam des de diversos kilòmetres de la costa.
En resposta, el comandant de les forces alemanyes a l'Àfrica oriental, el tinent coronel Lettow-Vorbeck, junt amb el governador Heinrich Schnee, van començar a organitzar les seves tropes per a la batalla. En aquest moment, la schutztruppe alemanya a l'est d'Àfrica estava formada per 260 alemanys de tots els rangs i 2.472 àscaris; aproximadament igual en nombre als dos batallons dels King's Africa Rifles (KAR) que es trobaven en les colònies britàniques d'Àfrica Oriental.

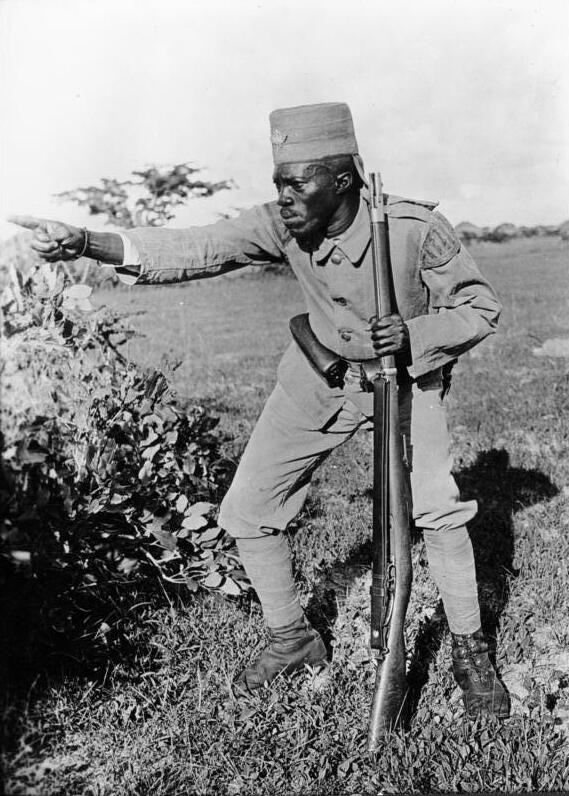
Àscari a l'Àfrica Oriental Alemanya, 1914-1918

Al 15 d'agost, les forces àscaris alemanyes estacionades a la regió de Neu Moshi van començar la seva primera ofensiva de la campanya. En Taveta, al costat britànic del Kilimanjaro, els britànics van poder aturar l'avanç de 300 àscaris de dues companyies de campanya, que es van retirar en bon ordre. Al setembre, els alemanys van començar a organitzar incursions a l'Àfrica Oriental Britànica i a Uganda. El poder naval alemany al llac Victòria es va limitar al vaixell de vapor Hedwig von Wissmann i el remolcador Kingani, que estava armat amb un canó «pom-pom», que causava danys menors però generava gran quantitat de notícies.
Els britànics van armar l'Uganda Railway, i els vaixells de vapor del llac SS William Mackinnon, SS kavirondo, SS Winifred i SS Sybil es van convertir en improvisats canoners. Els britànics van capturar el remolcador alemany, però posteriorment els alemanys el van enfonsar. Posteriorment, els alemanys el van recuperar i van desmuntar el canó del remolcador per a utilitzar-lo en altres llocs, i van continuar utilitzant el vaixell com transport desarmat; amb el remolcador sense armes, ja no va presentar un perill per als britànics.
En un esforç per a resoldre les molestes incursions alemanyes i per a capturar tot el nord (la regió dels colons blancs de la colònia alemanya), el comandament britànic va planejar dos avanços simultanis: 
- els britànics de la Indian Expeditionary Force B (IEF B, Força Expedicionària Índia B), de 8.000 soldats en dues brigades, duria a terme un desembarcament amfibi en Tanga el 2 de novembre de 1914 per a capturar la ciutat i, per tant, controlar el terminal a l'oceà Índic de l'Usambara Railway (vegeu la batalla de Tanga).
- en la zona del Kilimanjaro, la Indian Expeditionary C (IEF C), de 4.000 homes en una brigada, avançaria des de l'Àfrica Oriental Britànica cap a Neu-Moshi el 3 de novembre de 1914, fins a la terminal occidental del ferrocarril (vegeu la batalla del Kilimanjaro).

Després de la captura de Tanga, la IEF B es mouria ràpidament cap al nord-oest per a unir-se amb la IEF C i netejar el que quedava de les forces alemanyes desfetes. Malgrat que les forces de Lettow-Vorbeck van ser superades en 8:1 en Tanga i 4:1 en Longido, la schutztruppe va prevaler. El 1941, en el volum de la Història Oficial britànica, Charles Hordern va descriure els esdeveniments com «un dels fracassos més notable en la història militar britànica».

### La guerra naval

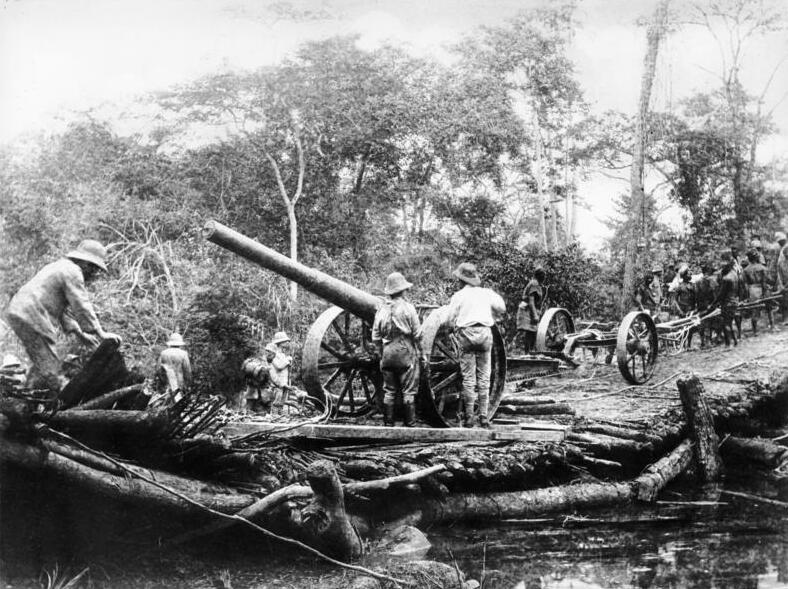
Schutztruppe amb un canó del SMS Königsberg

El creuer lleuger SMS Königsberg, de la Kaiserliche Marine, estava a l'oceà Índic quan es va declarar la guerra. En la batalla de Zanzíbar, el SMS Königsberg va enfonsar el vell creuer protegit HMS Pegasus en un port de Zanzíbar i després es va retirar cap al delta del Rufiji. Allí va ser acorralat per vaixells de guerra de la Royal Navy's Cape Squadron (Esquadró del Cap de la Royal Navy), entre ells un vell cuirassat pre-dreadnought i dos monitors de baix calat, amb canons de 150 mm que van ser portats d'Anglaterra, i van destruir el creuer alemany l'11 de juliol de 1915.
La tripulació del SMS Königsberg junt amb deu canons de tir ràpid de 105 mm es van unir a la schutztruppe, i van participar en diversos combats fins al final de les operacions.

### L'expedició al llac Tanganyika

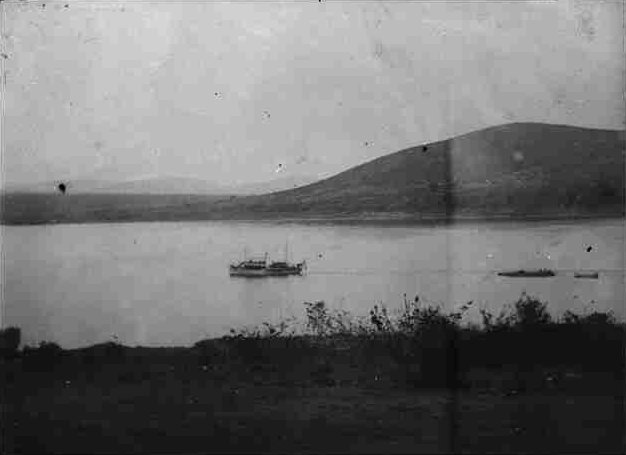
El vaixell alemany Kingani al llac Tanganyika

Els alemanys tenien controlat el llac Tanganyika des de l'esclat de la guerra, amb tres vapors armats (Hedwig von Wissman, Kingani i el Graf von Götzen) i dos vaixells de motor desarmats.
En 1915, dos vaixells britànic, el HMS Mimi i el HMS Toutou, cadascun armat amb un canó de 3 lliures i ametralladores Maxim, van ser transportats 4.800 km per terra fins des de l'oceà Atlàntic fins a la costa britànica del llac Tanganyika. Al 26 de desembre, els britànics van capturar el vaixell alemany Kingani i, junt amb dues naus belgues sota el comandament de Geoffrey Spicer-Simson, van atacar i enfonsar el vaixell de vapor alemany Hedwig von Wissmann. Després d'aixó, el Graf von Götzen i el Wami, un vaixell de motor desarmat, van ser els únics vaixells alemanys que quedaven al llac.
Al febrer de 1916, el Wami va ser interceptat, però va fugir cap a la riba i va ser cremat per la seva tripulació. Paul Emil von Lettow-Vorbeck va eliminar la major part de l'armament del Graf von Götzen, inclòs el canó automàtic de 105 mm que s'havia pres del SMS Königsberg, i el va enviar a l'exèrcit de terra perquè fos utilitzat en els combats terrestres. El SMS Könisberg va ser enfonsat a mitjans de juliol després d'un bombardeig d'hidroavions en Kigoma. Posteriorment va ser posat a flotació i utilitzat pels britànics.

### Els reforços de l'Imperi Britànic, 1916

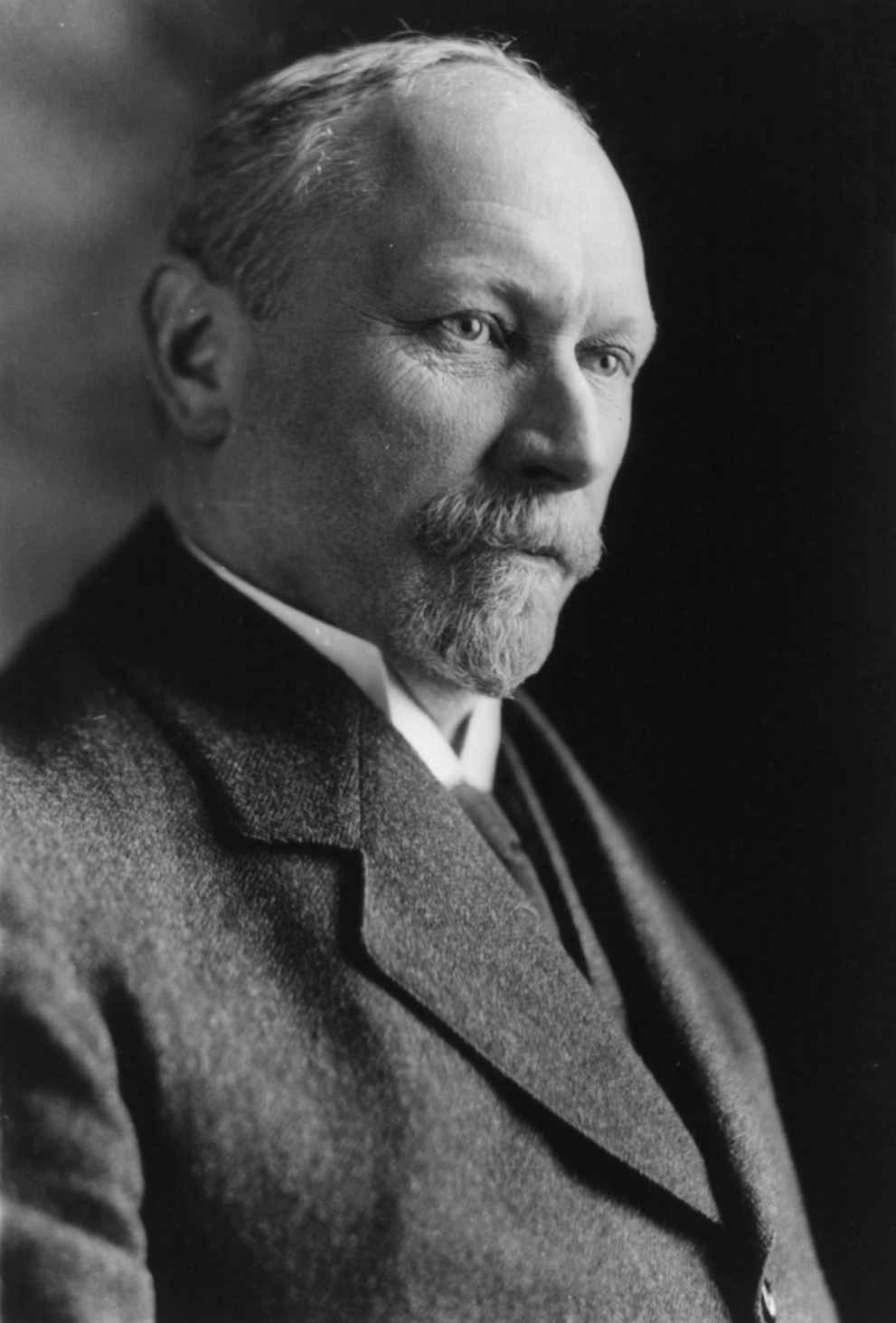
Jan Christiaan Smuts, 1919

El general Horace Smith-Dorrien va rebre l'ordre de trobar i lluitar contra la schutztruppe, però va contreure pneumònia durant el viatge cap a Sud-àfrica que li va impedir prendre el comandament.
En 1916, el general Jan Christiaan Smuts va rebre la tasca de derrotar a Lettow-Vorbeck. Smuts tenia un gran exèrcit en la zona, uns 13.000 sud-africans (incloent bòers, britànics i rhodesians), 7.000 soldats indis, i africans que formaven una força total de 73.300 homes. També hi havia en la regió una força belga i un grup més gran, però no efectiu, d'unitats militars portugueses situades a Moçambic. Una gran cos de portadors africans, sota el comandament britànic, transportava subministraments a l'exèrcit de Smuts a l'interior. Durant l'any anterior, Lettow-Vorbeck va ampliar el seu exèrcit, que era ara de 13.800 homes.
Smuts va atacar des de diverses direccions. L'atac principal es va fer des del nord d'Àfrica Oriental Britànica, mentre que les forces substancials van avançar des de l'oest del Congo Belga en dues columnes: pel llac Victòria en els vaixells de transport de tropa britànics SS Rusinga i SS Usoga, i per la vall del Rift. Un altre contingent va avançar sobre el llac Nyasa (actual ac Malawi) des del sud-est. Totes aquestes forces no van poder capturar a Lettow-Vorbeck, i totes elles van patir malalties al llarg de la marxa. Una unitat, la 9th South African Infantry, va començar amb 1.135 homes al febrer, i a l'octubre la seva força va quedar reduïda a 116 soldats sense haver lluitat. No obstant això, els alemanys sempre es mantenien lluny de les concentracions de tropes britàniques més grans i al setembre de 1916, el Ferrocarril Central alemany, que anava des de la costa de Dar es Salaam fins a Ujiji, va quedar totalment sota el control britànic.
Amb les forces de Lettow-Vorbeck ara confinades a la part sud d'Àfrica Oriental Alemanya, Smuts va començar a retirar les seves tropes sud-africanes, rhodesianes i índies, i els va reemplaçar amb àscaris del King's African Rifles, que al novembre de 1918 tenia 35.424 homes. Pel començament del 1917, més de la meitat de l'exèrcit britànic en el teatre ja estava composta per africans i per al final de la guerra, era gairebé totes les tropes eren africanes. Smuts mateix va abandonar la zona el gener de 1917 per unir-se a l'Imperial War Cabinet (Gabinet de Guerra Imperial) de Londres.

### Les operacions belgues, 1916

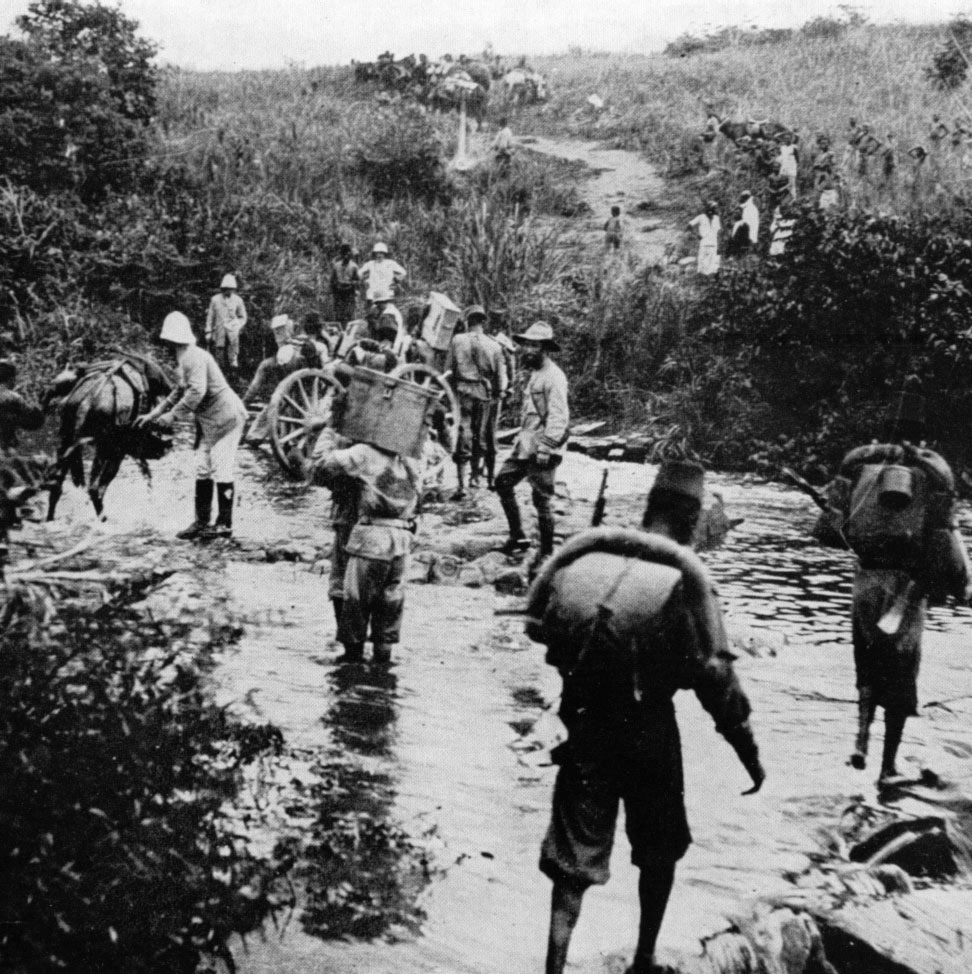
Soldats de la Force Publique del Congo Belga a l'Àfrica oriental

Els britànics van reclutar 120.000 portadors per a traslladar subministraments i equips belgues a Kivu (a l'est del Congo Belga) entre finals de 1915 i principis de 1916. Les línies de comunicació al Congo requerien 260.000 portadors, i el govern belga els va prohibir travessar la frontera de l'Àfrica Oriental Alemanya per a evitar que marxessin a causa que les tropes belgues vivien de la terra. Per a evitar el saqueig, la pèrdua de les seves reserves d'aliments, el risc de fam i amb molts agricultors ja reclutats, molts nadius es van allunyar de la seva terra. Amb aquesta gent, els britànics van crear la Secció de Carregadors del Congo de l' East India Transport Corps (Carbel) (Cos de Transport de l'Índia Oriental), amb 7.238 portadors reclutats entre la població civil d'Uganda i reunits en Mbarara a l'abril de 1916.
La Force Publique (Força Pública) va iniciar la seva campanya el 18 d'abril de 1916, sota el comandament del general Charles Tombeur, el coronel Philippe Molitor i el coronel Frédérick Olsen, i van capturar Kigali (Ruanda) el 6 de maig. Els àscaris alemanys de Burundi es van veure obligats a retirar-se per la superioritat numèrica de la Força Pública. Al 17 de juny, Burundi i Ruanda van ser ocupats. A continuació, la Força Pública i la Lake Force (Força del Llac) britànica van començar un avanç per a capturar Tabora, un centre administratiu del centre d'Àfrica Oriental Alemanya. Ells van entrar al territori alemany en tres columnes i van ocupar Biharamuro, Mwanza, Karema, Kigoma i Ujiji. Després de diversos dies de batalla, van conquerir Tabora el 19 de setembre.
Durant la marxa, Carbel va perdre 1.191 portadors, que van morir, desaparèixer o donats per morts a raó de 1:7, que es va produir tot i la presència de dos metges i subministraments mèdics adequats. Prevenint les reclamacions belgues de territoris alemanys per a establir-se durant la postguerra, Smuts van ordenar a les seves forces quedar-se com ocupants a Ruanda i Burundi. Els britànics es van veure obligats a tornar a demanar ajuda a les tropes belgues en 1917 i els dos aliats van coordinar els plans de la campanya.

### Operacions militars, 1917–1918

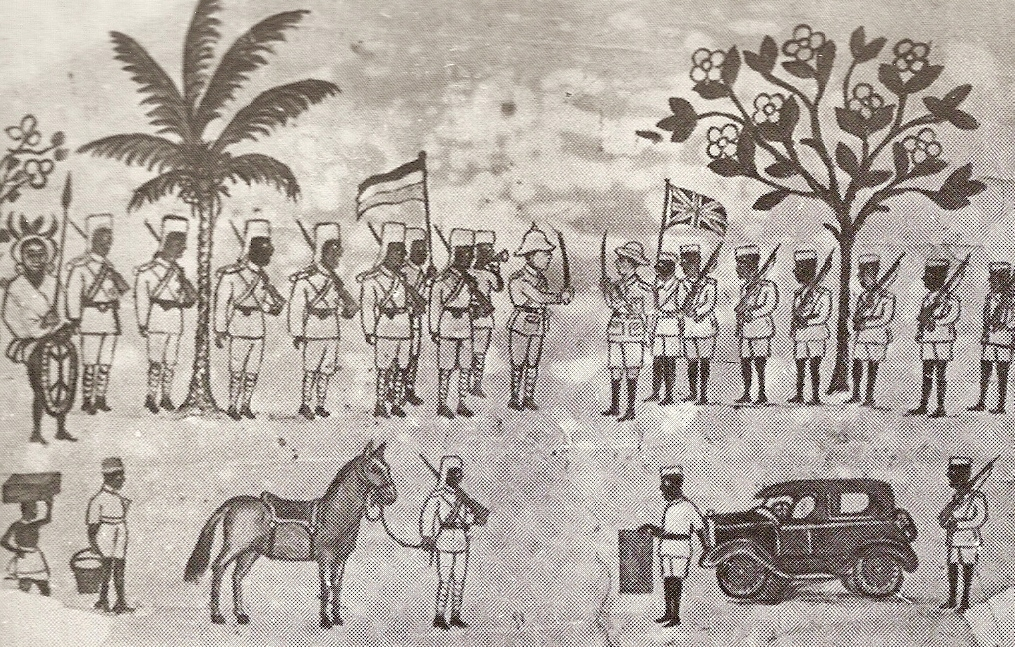
Rendició de Paul von Lettow-Vorbeck en Abercorn, vist per un artista africà, 1918

El general major Reginald Hoskins (KAR) va assumir el comandament de la campanya i posteriorment va ser reemplaçat pel general major de Jacob van Deventer, de Sud-àfrica. Jacob van Deventer va començar una ofensiva al juliol de 1917, i a principis de la tardor ja havia empès als alemanys 160 km cap al sud.
Entre el 15 i 19 d'octubre de 1917, Lettow-Vorbeck es van enfrontar en la batalla de Mahiwa, on els alemanys van patir 519 baixes i els britànics van perdre 2.700 soldats de la Brigada de Nigèria. Després que la notícia de la batalla arribés a Alemanya, Lettow-Vorbeck va ser ascendit a general major.
Les unitats britàniques van empènyer a la schutztruppe cap al sud, i al 23 de novembre Lettow -Vorbeck va creuar al Moçambic portuguès per a saquejar els subministraments de guarnicions portugueses. Els alemanys van lluitar en la batalla de Ngomano, on es van enfrontar amb els portuguesos, i després va marxar a través de Moçambic, en caravanes de tropes, vehicles, esposes i fills durant nou mesos, però va ser incapaços d'augmentar la seva força. Lettow-Vorbeck va dividir la força en tres grups sobre la marxa. Un destacament de 1.000 homes sota el comandament de Theodor Tafel es va veure obligat a lliurar-se abans d'arribar a Moçambic després de quedar-se sense menjar i municions; Lettow i Tafel no sabien que només estaven un dia de marxa de distància. Finalment, els alemanys van tornar a Àfrica Oriental Alemanya i van creuar a Rhodèsia del Nord a l'agost de 1918.
El 13 de novembre, dos dies després que l'armistici fos signat a França, l'exèrcit alemany va prendre Kasama, que havia estat evacuada pels britànics. L'endemà, al riu Chambeshi, Lettow-Vorbeck va rebre un telegrama anunciant la signatura de l'armistici i es va acordar un alto el foc. Lettow-Vorbeck va marxar amb el seu exèrcit cap a Abercorn i es va rendir formalment el 25 de novembre de 1918.

#### El viatge de l'Afrikaschiff

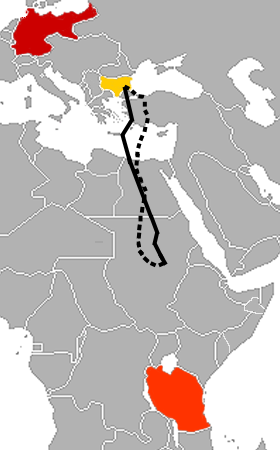
Ruta de l'Afrikaschiff, 1917

Del 21 al 25 novembre de 1917 es produí un dels episodis més curiosos i sorprenents de la guerra. El comandament alemany decidí enviar reforços a Lettow-Vorbeck utilitzant un zeppelin. Evidentment, la poca capacitat de càrrega dels zeppelins no permetia enviar reforços de tropes, però sí subministraments de municions, armes petites, roba, medecines i peces de recanvi, a més de servir de cop propagandístic.
La idea era que el zeppelin LZ 102, en aquells moments en construcció, es dirigís cap a l'Àfrica Oriental Alemanya des de la base aèria més meridional de què disposaven les potències centrals, Yambol, al sud de Bulgària. El viatge havia de ser només d'anada i així, les tropes africanes podrien aprofitar l'estructura metàl·lica del zeppelin, els motors i la tela. L'autorització de l'estat major per a aquesta operació fou concedida el 4 d'octubre de 1917 i s'informà per ràdio a Lettow-Vorbeck per acordar un punt de trobada.
El dirigible es modificà amb dues cel·les addicionals de gas i el recobriment es feu de cotó, per poder ser aprofitat. El LZ 102, batejat ja amb el nom d'Afrikaschiff (la nau africana), estigué llest el 7 d'octubre. Malauradament, el zeppelin fou destruït per una tempesta durant un vol de prova. Amb una gran rapidesa s'adaptà i equipà un segon zeppelin, el LZ 104, que estigué llest cap al 20 de novembre.
L'Afrikaschiff s'envolà el 21 de novembre i inicià la seva ruta, que el dugué per sobre de l'Imperi Otomà, la Mediterrània oriental i penetrà al continent africà molt a l'oest del delta del Nil, per evitar possibles albiraments britànics des de la zona del Caire. Quan l'Afrikaschiff arribà a la latitud de Khartum, el 23 de novembre, fou informat per ràdio que Lettow-Vorbeck s'havia vist obligat a passar a Moçambic i que no es podria trobar amb el zeppelin. En conseqüència, la missió es va anul·lar i l'Afrikaschiff retornà a Yambol, on arribà el 25 de novembre.
Malgrat que la missió no es pogué completar amb èxit, el viatge de l'Afrikaschiff fou una gesta considerable, el viatge més llarg fet mai per un dirigible fins al moment: 7.000 km en 95 hores de vol continuat, en zones de climes extrems. El vol de l'Afrikaschiff demostrà que els dirigibles eren capaços de fer grans vols intercontinentals, possibilitat que fou explorada amb èxit després de la guerra.

## Conseqüències

### Anàlisi

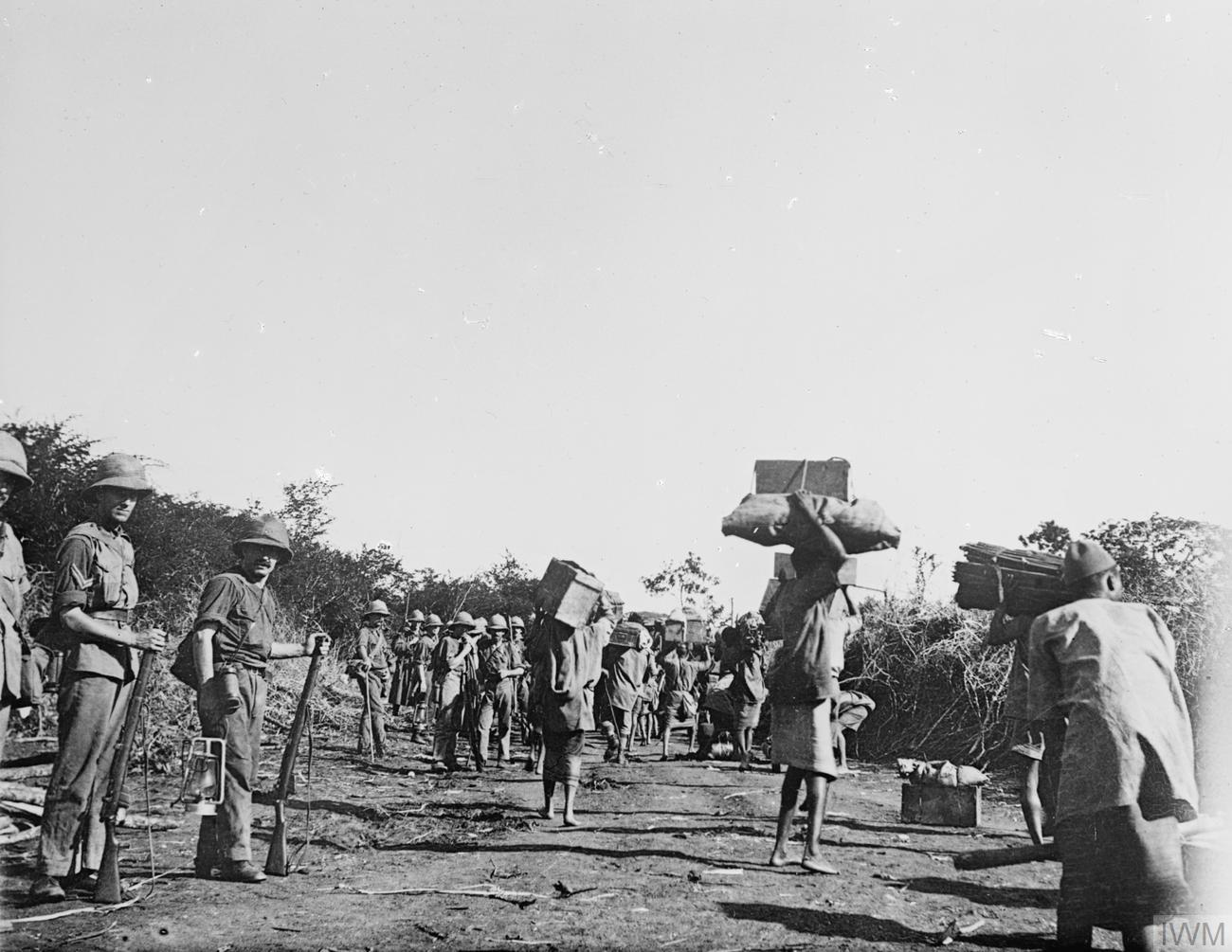
Portadors africans al servei britànic durant la campanya, que van patir moltes baixes per malaltia

D'una manera o altra, gairebé 400.000 soldats aliats, mariners, tripulants de la marina mercant, constructors, buròcrates i personal de suport van participar en la campanya d'Àfrica Oriental. Van ser reforçats en el camp per 600.000 portadors africans. Els aliats va emprar a gairebé un milió de persones en la seva recerca infructuosa de Lettow-Vorbeck i el seu grapat de guerrers.
Lettow-Vorbeck va ser aïllat i no podia abrigar esperances d'una victòria decisiva, així que el seu objectiu era simplement mantenir el major nombre de forces britàniques en la seva persecució durant tant de temps com fos possible i fer que els britànics gastessin la major quantitat de recursos en els homes, transport i subministraments per a la seva recerca. Lettow-Vorbeck, sabedor que amb els pocs recursos al seu abast no podia aconseguir cap mena de victòria decisiva, decidí atacar agressivament i amb una tàctica guerrillera, els interessos britànics, per tal que aquests haguessin d'invertir-hi tropes i recursos contínuament. En aquest sentit, les operacions de Lettow-Vorbeck aconseguiren plenament el seu objectiu, i diversos historiadors consideren la campanya alemanya com la més efectiva de tota la guerra i, certament, el petit exèrcit de Lettow-Vorbeck fou l'únic de l'imperi alemany que mai fou derrotat en campanya. Tot i tenir èxit en el desviament de més de 200.000 tropes índies i sud-africanes per a perseguir a les seves forces, no va poder desviar la mà d'obra addicional aliada del teatre europeu després de 1916. Mentre que un cert enviament es va desviar cap al teatre africà, no va ser suficient per causar problemes significatius en les marines aliades.

### Baixes

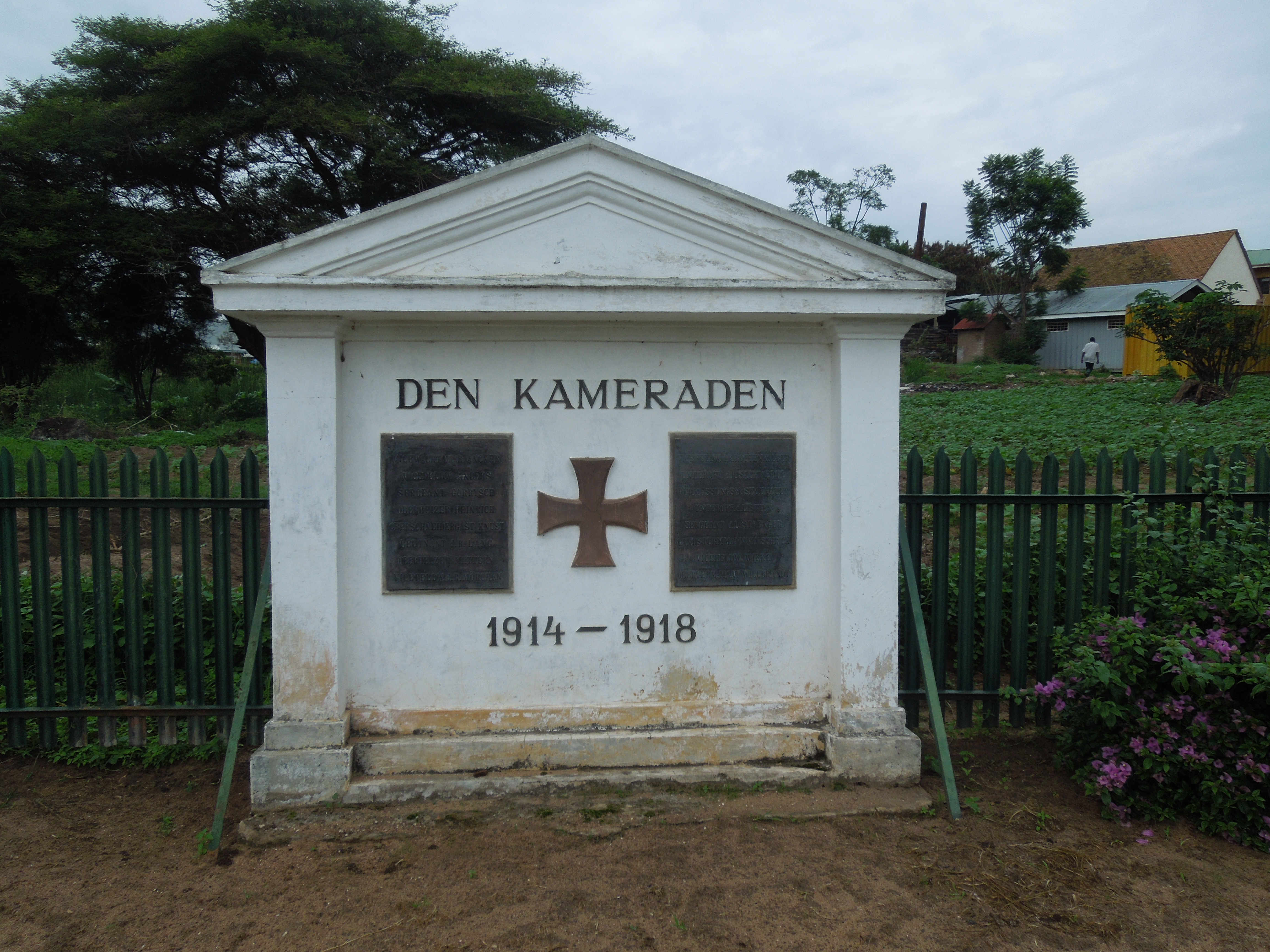
Monument commemoratiu als soldats alemanys que van morir durant la campanya. Iringa, Tanzània

El teatre d'operacions d'Àfrica Oriental fou un conjunt de campanyes relativament menor dins de la Primera Guerra Mundial tot i que, després de la guerra, les operacions d'en Lettow-Vorbeck i l'enfrontament amb Jan Smuts prengueren un caire gairebé romàntic. Tot i així, l'impacte sobre la població, els recursos locals destinats i les baixes, respecte a les forces implicades, van ser considerables. Hew Strachan (2001) va estimar que les pèrdues britàniques en la campanya d'Àfrica Oriental van ser de 3.443 morts en combat, 6.558 morts per malaltia i 90.000 morts entre els portadors africans. Paice (2009) va calcular 22.000 baixes britàniques en la campanya d'Àfrica Oriental, dels quals 11.189 eren mort, el 9% dels 126.972 soldats a la campanya.
D'altra banda, com que la major part de la campanya es va fer en zones plenes de paràsits, sense ferrocarrils ni carreteres, ambdós bàndols hagueren d'utilitzar grans quantitats de portadors, reclutats a la força entre les poblacions locals i sense cap mena d'assistència mèdica. El reclutament de 1.000.000 africans com a portadors en 1917 va despoblar molts districtes. Les baixes per malaltia (especialment disenteria) i combat són difícils de calcular, però s'estima que uns 95.000 portadors van morir, entre ells el 20% del Cos de Portadors a l'est d'Àfrica. Un funcionari del Ministeri de Colònies escriure que la campanya d'Àfrica Oriental no s'havia convertit en un escàndol «... perquè la gent que més va patir van ser els portadors, i després de tot, qui es preocupa pels portadors nadius?» Poques vegades es pagaven als portadors, i es van requisar els aliments i el bestiar dels civils. Una fam causada per l'escassetat d'aliments i la posterior falta de pluges en 1917 i 1918 va donar lloc a altres 300.000 morts de civils a l'Àfrica Oriental Alemanya. El reclutament forçós de la mà d'obra agrícola a l'Àfrica Oriental Britànica també van provocar fam.
En les colònies alemanyes no hi ha registres del nombre de persones reclutades ni tampoc de les baixes, però en la història oficial alemanya, Ludwig Boell (1951) va escriure «... de la pèrdua d'impostos, portadors i joves (sic) [vam poder ] fer cap recompte general a causa de l'absència d'un registre detallat de malaltia.» Paice (2009) va fer una estimació de 350.000 morts i una taxa de mortalitat de 1:7 persones.
El setembre del 1918, una pandèmia de grip (la grip espanyola) va arribar l'Àfrica subsahariana. A l'Àfrica Oriental Britànica van morir entre 160.000 i 200.000 persones; a l'Àfrica del Sud hi van haver entre 250.000 i 350.000 morts; a l'Àfrica Oriental Alemanya entre el 10% i 20% la població van morir de fam i de malaltia; a l'Àfrica subsahariana, entre 1.500.000 i 2.000.000 persones van morir per l'epidèmia de la grip.